# Course d'orientation aux Jeux mondiaux de 2025
Navigation
Birmingham 2022 Karlsruhe 2029
Les épreuves de course d'orientation des Jeux mondiaux de 2025 ont lieu du 8 au 11 août 2025 à Chengdu en Chine, dans le nouveau quartier Eastern New Are.

## Organisation
Il y aura deux compétitions individuelles pour hommes et femmes : une course de sprint et une course de demi-fond, ainsi qu’une course de relais sprint (équipes de quatre : deux femmes et deux hommes). L’IWGA a alloué à l’IOF des places pour un total de 40 coureurs et 40 coureuses.
La Chine, en tant que fédération organisatrice, a le droit d’inscrire 2 + 2 coureurs.
Les 11 meilleures nations, hors Chine, auront également le droit d’inscrire jusqu’à 2 + 2 coureurs. Les nations seront classées en fonction des résultats :
- des Championnats du monde sprint 2024, épreuve de sprint (12 juillet 2024)
- des Championnats du monde sprint 2024, épreuve de relais sprint (14 juillet 2024)
- du classement mondial de course d’orientation (moyen/long) au 31 octobre 2024 (liste réduite avec seulement 2 concurrents par fédération)

Pour les régions d'Asie, d'Europe, d'Amérique du Nord, d'Océanie et d'Amérique du Sud, leurs Championnats régionaux de 2024 serviront d'épreuve de qualification régionale pour sélectionner une fédération supplémentaire pour chacune de ces régions, non qualifiée selon les critères précédents.
Les champions du monde 2024 de sprint et de sprint à élimination directe bénéficieront d'une place personnelle en plus de celle attribuée par leur fédération.
Pour le places restantes, l'IOF vise à attribuer une place pour au moins un homme ou une femme à une fédération de la région IOF n'ayant pas qualifié de coureur pour les Jeux Mondiaux au moyen des points précédents du présent règlement de qualification (Afrique) et un total de 5 places hommes ou femmes à un maximum de 5 fédérations asiatiques supplémentaires.
| - Australie - Autriche - Brésil - Chine | - Tchéquie - Espagne - Royaume-Uni - Allemagne | - Hongrie - Italie - Japon - Lettonie | - Nouvelle-Zélande - Pologne - Suisse - Suède |

| - Belgique - Estonie - Hong Kong - Kazakhstan | - Afrique du Sud - Slovaquie - Taipei chinois - Ukraine |

| - Belgique - Canada - Canada - Hong Kong | - Kazakhstan - Suisse - Slovaquie - Ukraine |

### Décès
La course d'orientation des Jeux Mondiaux est endeuillée par la disparition de l'athlète italien Mattia Debertolis, retrouvé inconscient lors de l'épreuve. L'homme de 29 ans est mort à l'hôpital quelques jours plus tard.

## Médaillés
| Épreuves         | Or                                                                           | Argent                                                                   | Bronze                                                                    |
| ---------------- | ---------------------------------------------------------------------------- | ------------------------------------------------------------------------ | ------------------------------------------------------------------------- |
| Hommes           |                                                                              |                                                                          |                                                                           |
| Sprint           | Yannick Michiels                                                             | Tomáš Křivda                                                             | Zoltan Bujdoso                                                            |
| Moyenne distance | Riccardo Rancan                                                              | Francesco Mariani                                                        | Vegard Westegard                                                          |
| Femmes           |                                                                              |                                                                          |                                                                           |
| Sprint           | Simona Aebersold                                                             | Natalia Gemperle                                                         | Maria Prieto Del Campo                                                    |
| Moyenne distance | Simona Aebersold                                                             | Tereza Šmelíková                                                         | Alva Sonesson                                                             |
| Mixte            |                                                                              |                                                                          |                                                                           |
| Relais Sprint    | Suisse- Natalia Gemperle - Riccardo Rancan - Tino Polsini - Simona Aebersold | Suède- Emma Bjessmo - Jonatan Gustafsson - August Mollén - Alva Sonesson | Tchéquie- Denisa Kráľová - Jakub Glonek - Tomáš Křivda - Tereza Rauturier |

## Tableau des médailles
| Rang  | Nation    | Or | Argent | Bronze | Total |
| ----- | --------- | -- | ------ | ------ | ----- |
| 1     | Suisse    | 4  | 1      | 0      | 5     |
| 2     | Belgique  | 1  | 0      | 0      | 1     |
| 3     | Suède     | 0  | 1      | 1      | 2     |
| 3     | Tchéquie  | 0  | 1      | 1      | 2     |
| 5     | Italie    | 0  | 1      | 0      | 1     |
| 5     | Slovaquie | 0  | 1      | 0      | 1     |
| 7     | Canada    | 0  | 0      | 1      | 1     |
| 7     | Espagne   | 0  | 0      | 1      | 1     |
| 7     | Hongrie   | 0  | 0      | 1      | 1     |
| Total | Total     | 5  | 5      | 5      | 15    |